# As Good as It Gets (soundtrack)
As Good as It Gets is de originele soundtrack van de film uit 1997 met dezelfde naam, waarvan de filmmuziek werd gecomponeerd door Hans Zimmer. Het album werd op 13 januari 1998 uitgebracht door Sony Music.
Het album bevat naast de originele filmmuziek van Zimmer, ook popsongs van artiesten die in de film zijn gebruikt, met uitzondering van het nummer "Under Stars". Het orkest werd begeleid door Harry Gregson-Williams. Deze soundtrackalbum was Zimmer's tweede samenwerking met regisseur James L. Brooks. De nummers "My Only" en "Always Look On The Bright Side Of Life" werden speciaal voor de film gemaakt. Met deze film maakte de gitarist en componist Heitor Pereira zijn debuut op een soundtrack als songwriter en muzikant met het nummer "My Only".

## Nummers
| Nr. | Titel                                                  | Schrijver(s)                            | Duur |
| --- | ------------------------------------------------------ | --------------------------------------- | ---- |
| 1   | As Good as It Gets                                     | Hans Zimmer                             | 1:25 |
| 2   | A Better Man                                           | Hans Zimmer                             | 5:35 |
| 3   | Humanity                                               | Hans Zimmer                             | 6:25 |
| 4   | Too Much Reality                                       | Hans Zimmer                             | 6:06 |
| 5   | 1.2.3.4.5                                              | Hans Zimmer                             | 3:54 |
| 6   | Greatest Woman on Earth                                | Hans Zimmer                             | 7:48 |
| 7   | Everything My Heart Desires - Danielle Brisebois       | Peter Blakeley & Phil Roy               | 4:00 |
| 8   | Under Stars - Phil Roy                                 | Phil Roy                                | 3:32 |
| 9   | My Only - Danielle Brisebois                           | Cathy Dennis, Heitor Pereira & Phil Roy | 1:47 |
| 10  | For Sentimental Reasons (I Love You) - Nat King Cole   | Deek Watson & William Best              | 3:05 |
| 11  | Hand on My Heart - Judith Owen                         | Judith Owen                             | 3:44 |
| 12  | Climb on (A Back That's Strong) - Shawn Colvin         | Shawn Colvin & John Leventhal           | 4:14 |
| 13  | Always Look on the Bright Side of Life - Art Garfunkel | Eric Idle                               | 2:39 |

Nummers die ook in de film zijn gebruikt, maar niet op het album staan zijn:
| Temple (Sanctuary Mix) - Jane Siberry  |
| An American In Paris - George Gershwin |
| Spanish Castle Magic - Spin Doctors    |
| Y.M.C.A. - Village People              |
| Days Like This - Van Morrison          |
| Baltimore - The Drifters               |

## Prijzen en nominaties
| Jaar | Prijs         | Categorie                             | Genomineerde(n) | Uitslag     |
| ---- | ------------- | ------------------------------------- | --------------- | ----------- |
| 1998 | Academy Award | Beste muzikale of komische filmmuziek | Hans Zimmer     | Genomineerd |